# Aeropuerto de Sisimiut
El aeropuerto de Sisimiut  ( kalaallisut: Mittarfik Sisimiut ) (IATA: JHS, OACI: BGSS) es un aeropuerto localizado 2,2 millas náuticas (4,1 km; 2.5 mi) al noroeste de Sisimiut, un pueblo en el municipio Qeqqata en el centro-oeste de Groenlandia. El aeropuerto tiene una sola pista de aterrizaje designada 14/32, que mide 799 por 30 m (2.621 por 98 pies), construida en la costa norte de la bahía de Kangerluarsunnguaq.
Para los vuelos programados, el aeropuerto solo es usado por Air Greenland, y solo se usa como destino intermedio, ya que no se mantiene ningún avión en el aeropuerto. El aeropuerto está operado por Mittarfeqarfiit, y se usa también para aviación en general.

## Aerolíneas y destinos
| Aerolíneas    | Destinos                                           |
| ------------- | -------------------------------------------------- |
| Air Greenland | Aasiaat, Ilulissat, Kangerlussuaq, Maniitsoq, Nuuk |

## Historia

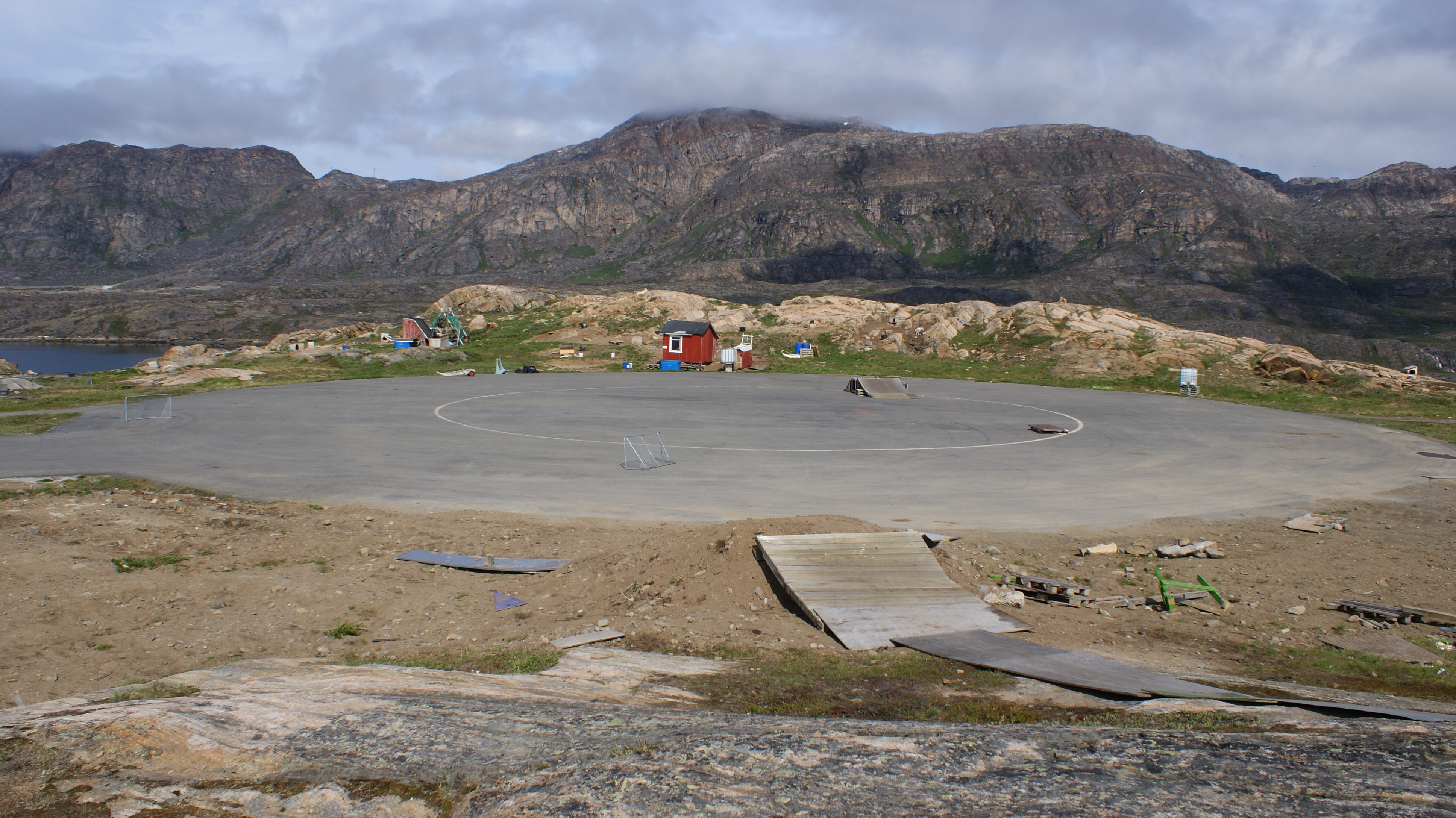
El helipuerto ya cerrado al este de Sisimiut.

Antes de que el aeropuerto fuera inaugurado en 1990, Sisimiut solo tenía un helipuerto ya cerrado situado en las afueras de la ciudad, en el valle de Sisimiut.

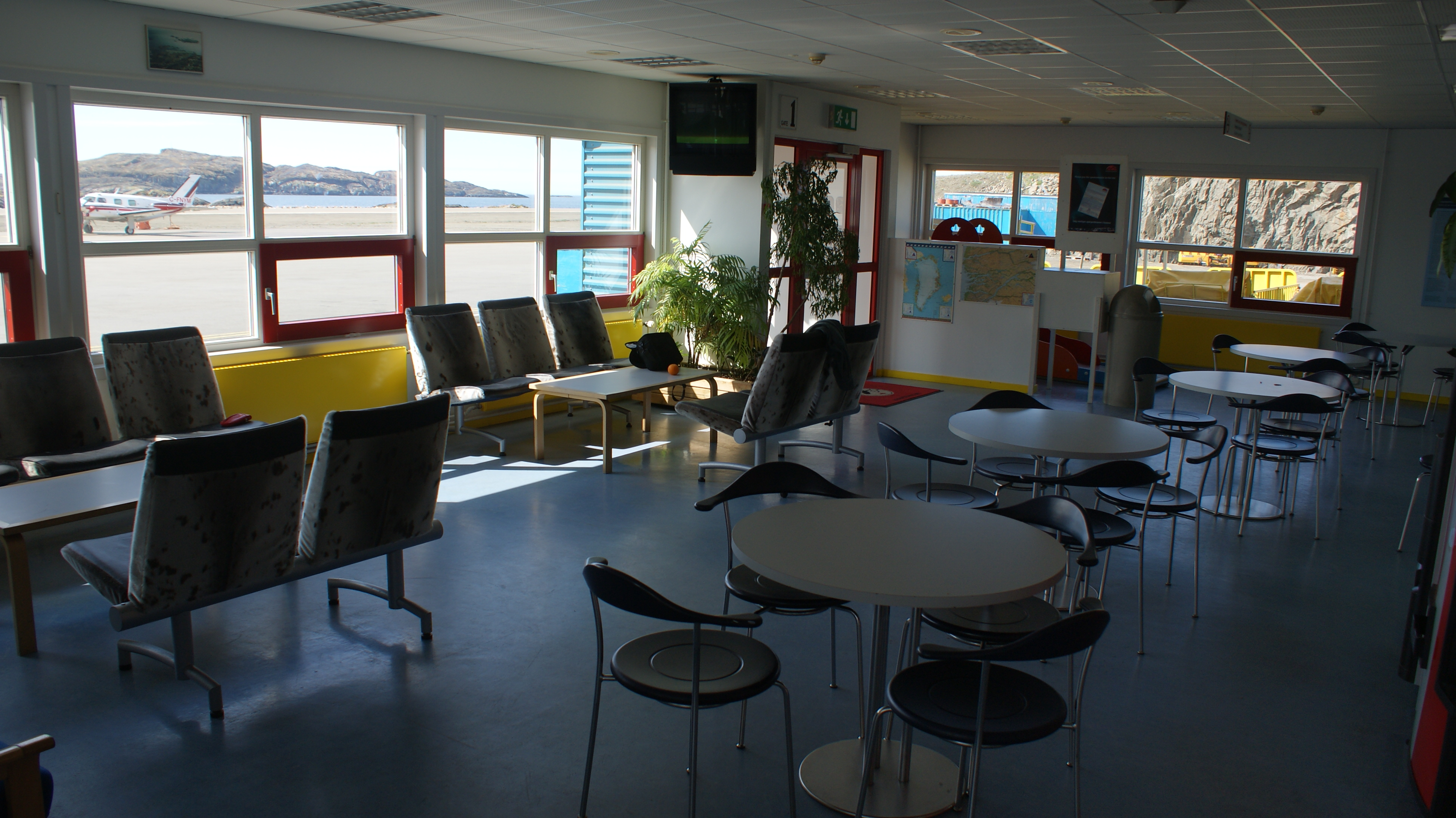
Interior de la terminal. Los asientos están tapizados con piel de foca.

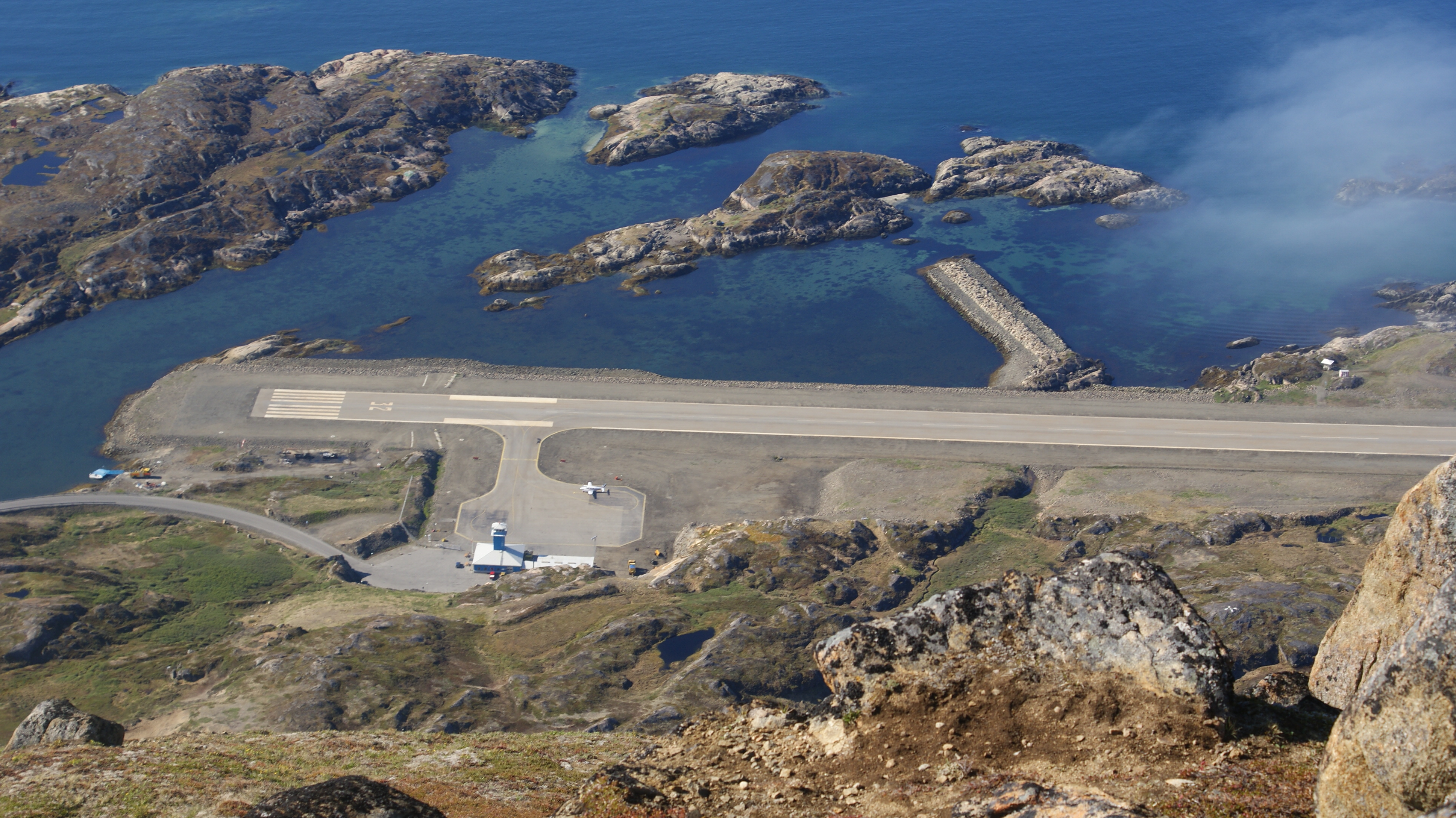
El aeropuerto de Sisimiut está construido en la costa del Estrecho de Davis. Pista de aterrizaje y las terminales vistas desde la montaña de Palasip Qaqqaa.

La construcción del aeropuerto de Sisimiut formaba parte del plan de extensión de la red de aeropuertos en Groenlandia, en el que se construyeron varios aeropuertos para ser utilizados por los aviones STOL de Air Greenland. Aviones como el venerable De Havilland Canada Dash-7, especialmente adaptados a las condiciones meteorológicas a menudo graves en Groenlandia y que la empresa había adquirido en la década anterior. Los nuevos aeropuertos construidos son el Aeropuerto de Maniitsoq en la parte sur del municipio de Qeqqata, el aeropuerto de Aasiaat en el oeste de Groenlandia, el aeropuerto de Qaarsut y el de Upernavik en el noroeste de Groenlandia.

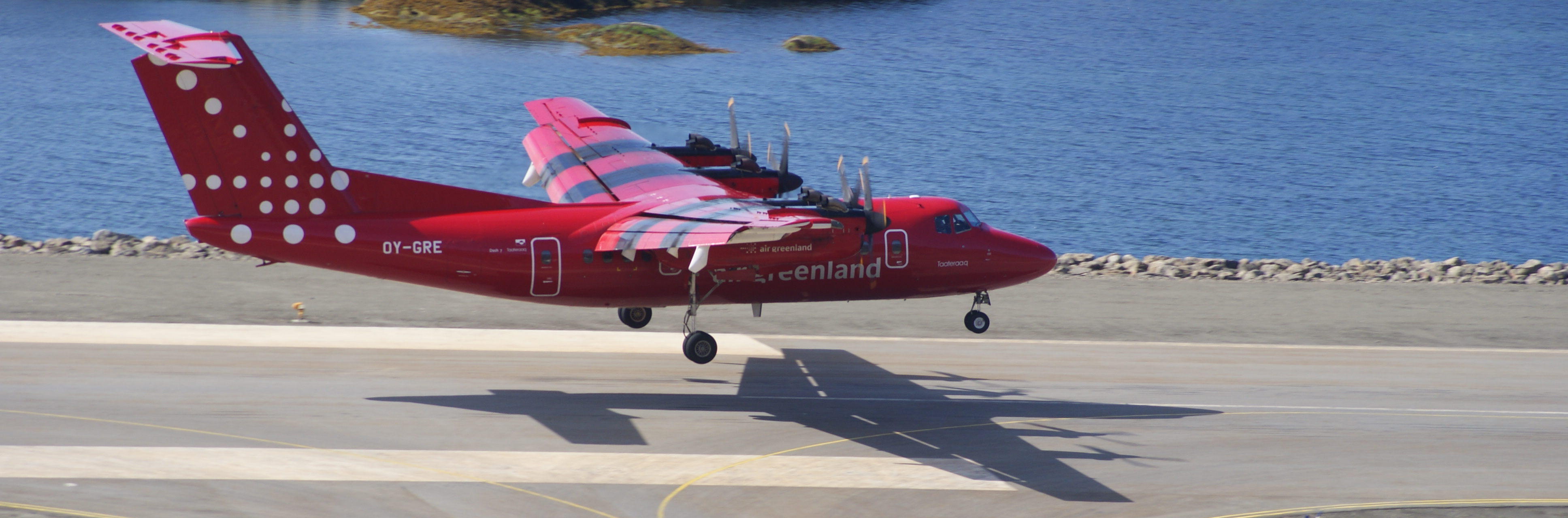
El DHC-7 de cuatro motores perteneciente a Air Greenland aterrizando en el aeropuerto de Sisimiut después de un vuelo desde el aeropuerto de Kangerlussuaq.

Las carreteras en Sisimiut, incluyendo la carretera que va hacia el aeropuerto, están pavimentadas, pero no hay carretera que una Sisimiut a cualquier otra población. En la construcción hecha en la década de los 2000 170 km (105,6 mi) de la carretera hacia Kangerlussuaq se habló sobre el hecho de que no haya carreteras uniendo poblaciones, pero no se llegó a ninguna solución. Esta carretera habría sido la primera carretera que conectara dos poblaciones, y también habría reducido el flujo de pasajeros en el aeropuerto de Kangerlussuaq, el centro de las aerolíneas de Groenlandia.
Con 5.460 habitantes en 2010, Sisimiut es la segunda ciudad más grande de Groenlandia, una de las pocas del país que muestra patrones de crecimiento de población, con el correspondiente aumento de tráfico de pasajeros en el aeropuerto de Sisimiut. Air Greenland se ha comprometido a mantener un número relativamente alto de vuelos en el aeropuerto incluso si la construcción de la carretera a Kangerlussuaq comenzara. Aparte de las conexiones a Kangerlussuaq, las rutas más utilizadas son las rutas a Nuuk, la capital de Groenlandia y a Ilulissat, el centro cultural y de negocios de la provincia de Qaasuitsup, el cual es el municipio más septentrional y más grande del país.

## Instalaciones
No hay equipamiento para deshelar las pistas en el aeropuerto, lo cual es costoso y problemático en el invierno groenlandés. Todos los pasajeros en tránsito por el aeropuerto y que continúen su viaje con el mismo avión están obligados a desembarcar y pasar por el proceso de embarque completo antes de que puedan volver a bordo y continuar con su viaje.
En la terminal hay un apartado postal de Groenlandia, una máquina de refrescos y una televisión, aparte de una pequeña exposición del Museo de Sisimiut. Una estación de trabajo basada en el sistema informático quiosco ofrece información turística, municipal y del aeropuerto. Existen taxis y una línea de autobús que conectan el aeropuerto con el centro de Sisimiut, aunque la línea de autobús urbano tiene un horario bastante infrecuente.

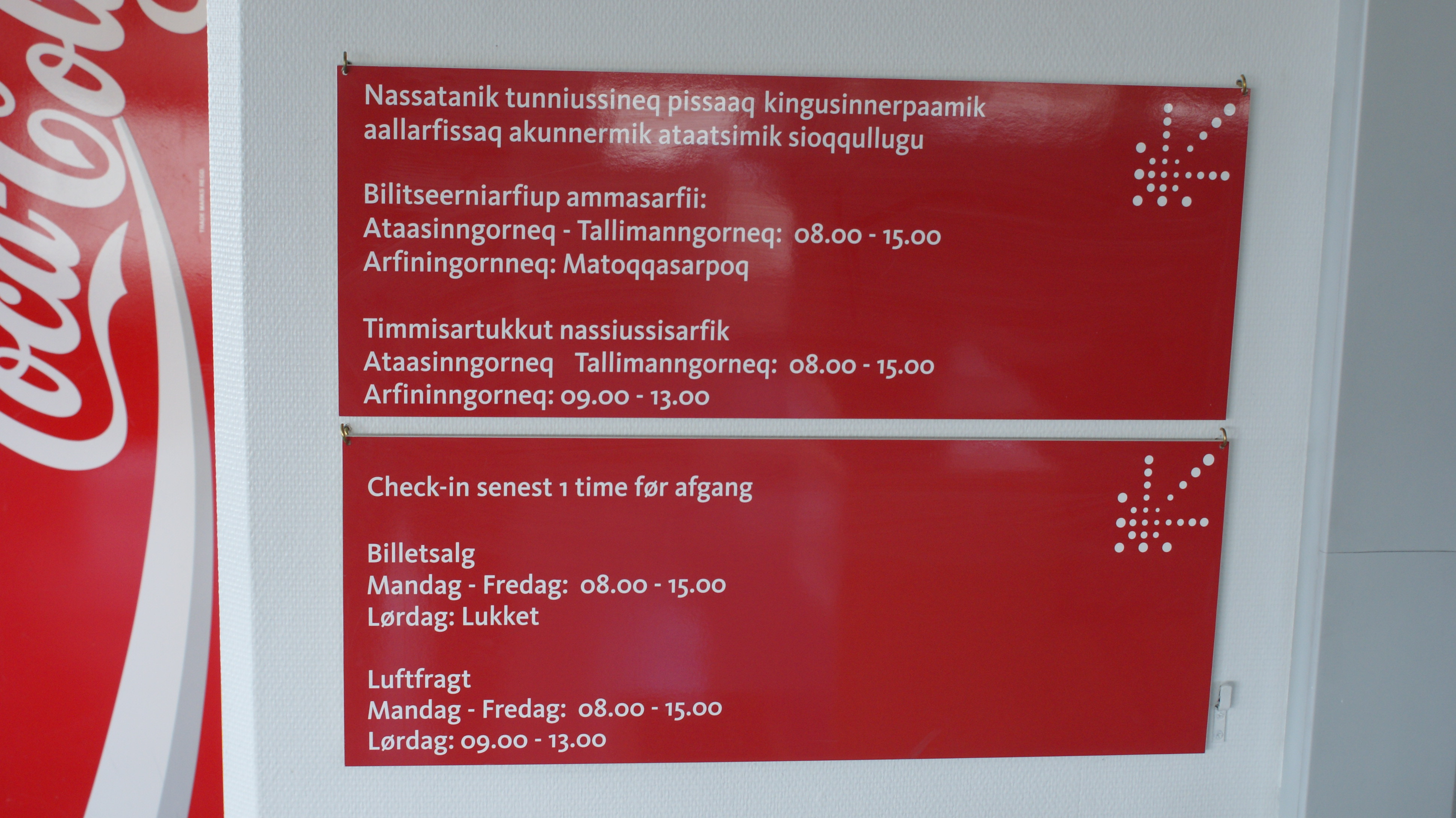
Horas de apertura y avisos de Check in de Air Greenland en groenlandés y danés.